# 제비꽃
제비꽃은 제비꽃과에 속하는 여러해살이풀이다. 한국·시베리아 동부·중국, 일본 등지에 분포한다. 장수꽃·씨름꽃·반지꽃·오랑캐꽃·앉은뱅이꽃·병아리꽃·외나물이라고도 한다.

## 이름
겨울나러 갔던 제비가 돌아오는 무렵에 꽃이 핀다고 제비꽃이라 부른다는 설과, 꽃의 모양과 빛깔이 제비를 닮아서 이름이 유래했다는 설이 있다. 오랑캐꽃이라는 이름의 유래에는 꽃이 필 무렵 오랑캐가 자주 쳐들어와서 붙었다는 설과 꽃의 생김이 오랑캐의 머리채를 닮아서 그렇게 부른다는 설이 있다. 또한, 전설에 의하면 양치기 소년 ‘아티스’가 아름다운 소녀 ‘이아’의 진실한 사랑을 모른 척 하자 ‘이아’가 죽어 제비꽃이 되었다는 그리스 신화 이야기가 있다.

## 생태
원줄기가 없고 뿌리에서 긴 자루가 있는 잎이 자라서 옆으로 비스듬히 퍼진다. 잎은 긴 타원상 피침형이며 끝이 둔하고 가장자리에 둔한 톱니가 있다. 꽃이 진 다음 잎은 넓은 삼각상 피침형으로 되고 잎자루의 윗부분에 날개가 자란다. 잎 사이에서 가늘고 긴 꽃줄기가 나와서 끝에 꽃이 1개씩 옆을 향하여 달린다. 꽃은 4~5월에 피며 꽃은 보라색 또는 짙은 자주색이고 옆갈래조각에 털이 있으며 커다란 꿀주머니가 있다.

## 쓰임새
어린순은 나물로 먹고 해독·소염·이뇨 등의 효능이 있어 한방에서 황달·간염·수종 등에 사용하며 향료로도 이용된다.

## 재배 및 관리
내한성, 내건성, 내서성, 내습성이 모두 약하다고 하지만 양지바른 곳이면 어떤 토양에서나 잘 자란다. 다만 건조하지 않게 물관리를 잘 해주어야 한다. 대부분 씨뿌리기로 번식하는데, 채종 즉시 파종하는 것이 좋다. 다음 해 봄에 뿌리기도 하는데, 그때는 발아율이 급격히 떨어진다. 또 씨앗이 익으면 탄성에 의해 터져나가기 때문에, 원하는 곳에서 벗어나 엉뚱한 장소에서 싹이 나 자라기도 한다.

## 사진

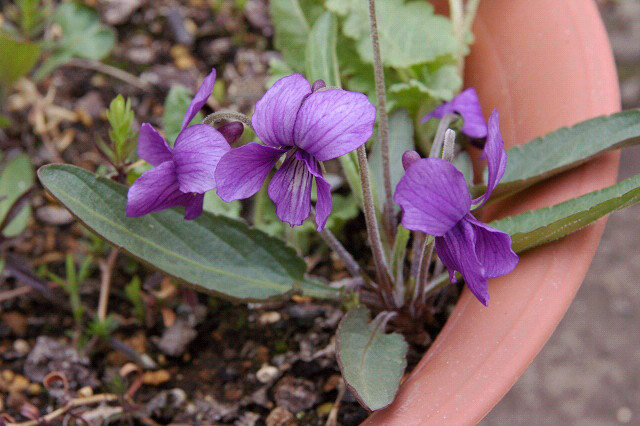
꽃

## 같이 보기
- 채송화

## 참고 문헌
- 이 문서에는 다음커뮤니케이션(현 카카오)에서 GFDL 또는 CC-SA 라이선스로 배포한 글로벌 세계대백과사전의 내용을 기초로 작성된 글이 포함되어 있습니다.